# ミヒャエル・エンデ
ミヒャエル・アンドレアス・ヘルムート・エンデ（Michael Andreas Helmuth Ende、1929年11月12日 - 1995年8月28日）は、ドイツの児童文学作家。父はシュールレアリスム画家のエドガー・エンデ。日本と関わりが深く、1989年に『はてしない物語』の翻訳者佐藤真理子と結婚している。また、日本の黒姫童話館にはエンデに関わる多くの資料が収集されている。

## 年譜
- 1929年11月12日 - バイエルン州のガルミッシュ＝パルテンキルヒェンで生まれる。この頃からナチスが台頭し、ミヒャエルが小学校に入学する頃、父エドガーが「退廃芸術家」の烙印を押され、生活が苦しくなった。
- 1941年 - ギムナジウムを落第。
- 1945年 - 16歳の時、疎開した14 - 15歳の少年が軍に徴兵され、一日訓練を受けた後、前線に送られ、初日に学友3名が戦死する。ミヒャエルにも召集令状が来たが、彼は令状を破り捨て、ミュンヘンまでシュヴァルツヴァルトの森の中を夜間のみ80キロメートル歩いて、疎開していた母の所へ逃亡。その後、近所に住むイエズス会神父の依頼でレジスタンス組織「バイエルン自由行動」の反ナチス運動を手伝い、伝令としてミュンヘンを自転車で駆け回った。
- 1948年 - 戦後に転入したシュタイナー学校を退学、演劇学校に入学。
- 1950年 - 演劇学校卒業。1シーズンだけ舞台に立つ。
- 1951年 - 女優インゲボルク・ホフマン（ドイツ語版）と知り合う。
- 1953年 - 父がミヒャエルとほぼ同年齢の愛人と同棲。ミヒャエルは絶望した母を精神的、経済的に支える。
- 1961年 - Jim Knopf und Lukas der Lokomotivführer （日本語訳：『ジム・ボタンの機関車大旅行』）がドイツ児童文学賞をとり、生活が安定[1]。
- 1964年 - 8歳年上のインゲボルク・ホフマンと結婚。イタリア移住。
- 1973年 - Momo （日本語訳：『モモ』）完成[2]。
- 1974年 - Momo で二度目のドイツ児童文学賞受賞[2]。
- 1977年 - 初来日。能・歌舞伎を鑑賞。禅僧と対談する。
- 1979年 - Die unendliche Geschichte: Von A bis Z （日本語訳：『はてしない物語』）完成[3]。
- 1985年 - 妻インゲボルク・ホフマン死亡（享年63）。ミュンヘンに戻る。周囲にドイツ語を話す人がいなくなったことが帰国理由。
- 1989年 - 「エンデ父子展」のため再来日。『はてしない物語』の翻訳者佐藤真理子と結婚。

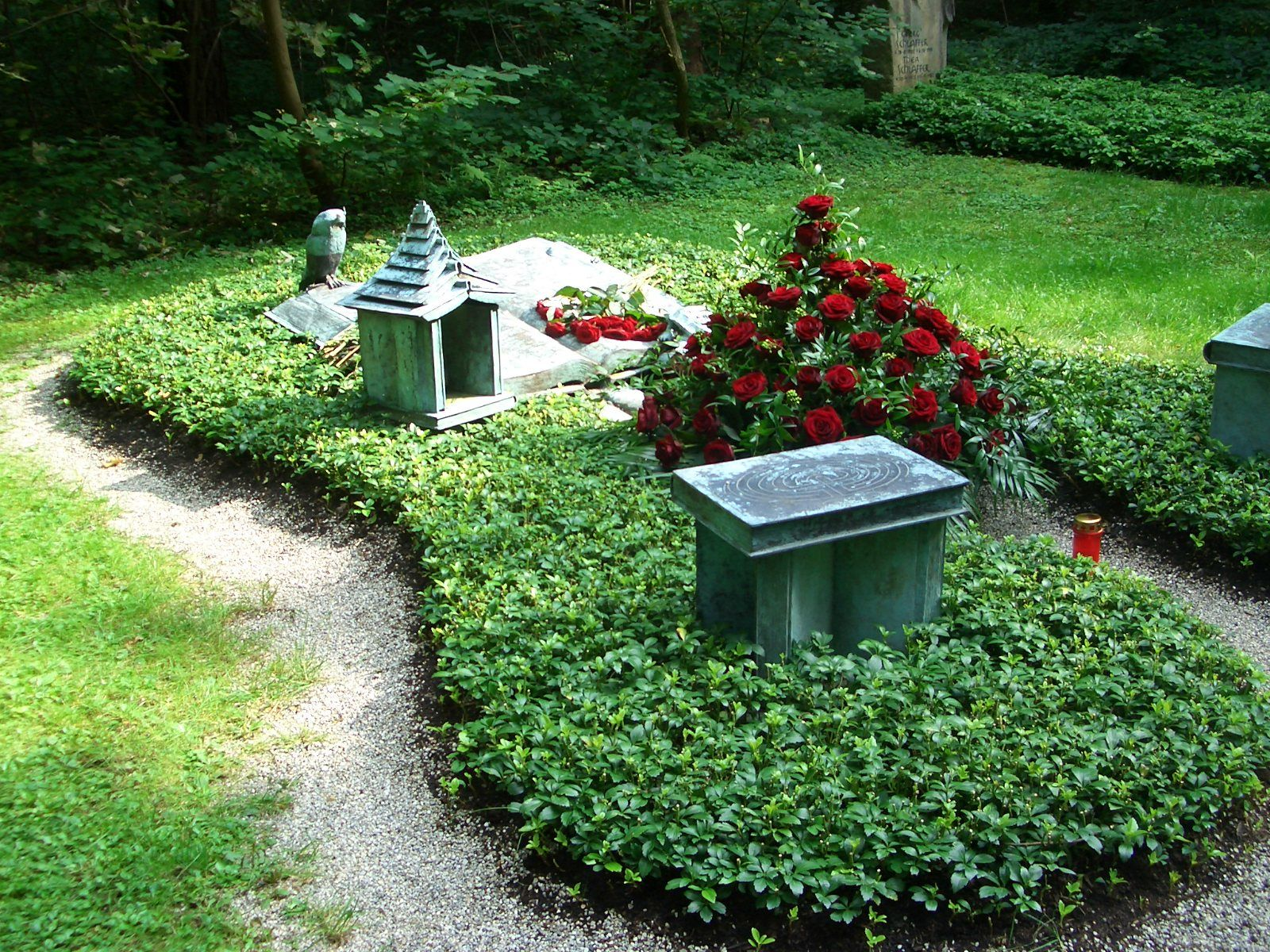
ミュンヘンの森林墓地にあるエンデの墓

- 1995年8月28日 - 胃癌のため、フィルダーシュタットで生涯を閉じた。65歳没。葬儀はミュンヘンのキリスト者共同体で執り行われた。

## 作品一覧
日本では岩波書店から『エンデ全集』（全19巻）が出されている。

### 小説
- 『ジム・ボタンの機関車大旅行』　Jim Knopf und Lukas der Lokomotivführer　1960年　（テレビアニメ『ジムボタン』のベースとなった）
- 『ジム・ボタンと13人の海賊』　Jim Knopf und die Wilde 13　1962年
- 『モモ』　Momo oder Die seltsame Geschichte von den Zeit-Dieben und von dem Kind, das den Menschen die gestohlene Zeit zurückbrachte　1973年
- 『はてしない物語』　Die unendliche Geschichte　1979年
- 『鏡のなかの鏡―迷宮』　Der Spiegel im Spiegel: Ein Labyrinth　1984年
- 『魔法のカクテル』　Der satanarchäolügenialkohöllische Wunschpunsch　1989年
- 『自由の牢獄』　Das Gefängnis der Freiheit　1992年
- 『満月の夜の伝説』　Die Vollmondlegende　1993年

### 絵本
- 『いたずらっ子の本』　Das Schnurpsenbuch　1969年
- 『がんばりやのかめトランキラ』　Tranquilla Trampeltreu, die beharrliche Schildkröte　1972年
- 『カスペルとぼうや』　Das Kleine Lumpenkasperle　1978年
- 『ゆめくい小人』　Das Traumfresserchen　1978年
- 『リルム ラルム バルム おかしなおかしな物語』　Lirum Larum Willi Warum　1978年
- 『おとなしいきょうりゅうとうるさいちょう』　Der Lindwurm und der Schmetterling oder Der seltsame Tausch　1981年
- 『森の賢者ヒダエモン』　Filemon Faltenreich　1984年
- 『はだかのサイ』　Norbert Nackendick oder Das nackte Nashorn　1984年
- 『オフェリアと影の一座』　Ophelias Schattentheater　1988年
- 『まほうのスープ』　Die Geschichte von der Schüssel und vom Löffel　1990年
- 『レンヒェンのひみつ』　Lenchens Geheimnis　1991年
- 『サンタ・クルスへの長い旅』 Der lange Weg nach Santa Cruz　1992年
- 『テディベアと動物たち』　Der Teddy und die Tiere　1993年

### 詩集
- 『影の縫製機』　Die Schattennähmaschine　1982年
- 『夢のボロ市　真夜中に小声でうたう』　Trödelmarkt der Träume. Mitternachtslieder und leise Balladen　1986年

### 戯曲
- 『遺産相続ゲーム―地獄の喜劇』　Die Spielverderber oder Das Erbe der Narren　1967年
- 『サーカス物語』　Das Gauklermärchen　1982年
- 『スナーク狩り―L・キャロルの原詩による変奏』　Die Jagd nach dem Schlarg　1987年
- 『ハーメルンの死の舞踏』　Der Rattenfänger. Ein Hamelner Totentanz　1993年

### アンソロジー
- 『エンデのメモ箱』　Michael Endes Zettelkasten　1989年
- 『だれでもない庭―エンデが遺した物語集』　Der Niemandsgarten. Aus dem Nachlass　1998年　（死後刊行）